# Future Generation Art Prize
Future Generation Art Prize är ett ukrainskt pris för samtidskonst vars syfte är att upptäcka och ge långsiktigt stöd till unga konstnärer. Priset instiftades av Victor Pintjukstiftelsen 2009. Vinnaren tilldelas totalt 100 000 USD (2019) uppdelat i ett personligt pris på 60 000 och ytterligare 40 000 dollar öronmärkt för ett konstnärligt projekt.
Den 8 december 2009 tillkännagav Victor Pintjuk-stiftelsen inrättandet av en ny internationell konstutställning för unga konstnärer upp till 35 års ålder. En jurygrupp bestående av etablerade konstnärer och kännare valde ut 20 konstnärer till tävlan från ett material av totalt 6 000 ansökningar som inkommit från 125 länder. Därefter har man fortsatt att (med untantag av 2016) vartannat år hålla utställningen och dela ut priset. Utöver huvudutställningen deltar arrangemanget även som en officiell sidoutställning under Venedigbiennalen.

## Vinnare av huvudpriset
- 2010 - Cinthia Marcelle[2]
- 2012 - Lynette Yiadom-Boakye[3]
- 2014 - Nástio Mosquito[4]
- 2017 - Dineo Seshee Bopape[5]
- 2019 - Emilija Škarnulytė[1][6][7]